# Lydia Sesemann
Lydia Maria Sesemann, född 14 februari 1845 i Viborg, Kejsardömet Ryssland, död 28 mars 1925 i München, Tyskland, var en finländsk kemist och den första finländska kvinna som avlagt doktorsexamen.
Lydia Sesemann var född i en köpmansfamilj i Viborg. Efter sin fars död 1865 flyttade hon till Tyskland med sin mor, som var tyska. Hon började studera vid Zürichs universitet 1869 och blev 1874 filosofie doktor i organisk kemi 1874 vid detta lärosäte. Både Suomenlehti i Viborg och Finlands allmänna tidning publicerade notiser om Sesemanns disputation. Trots att händelsen uppmärksammades i finska tidningar, blev Lydia Sesemann med tiden i det närmaste bortglömd. Det faktum att hon aldrig kom att ägna sig åt något yrke kan ha bidragit till detta.